# 1916 Live...Everything Louder than Everything Else
1916 Live...Everything Louder than Everything Else es un video en vivo que muestra la actuación de la banda británica Motörhead en el Deutsches Museum en la ciudad alemana Múnich, cuya grabación fue el 11 de marzo de 1991. El sitio Allmusic le dio tres estrellas de cinco.

## Lista de canciones
Todas las canciones escritas y compuestas por Würzel, Phil Campbell, Lemmy, Phil Taylor, except where noted. 
| N.º | Título                           | Escritor(es)                       | Duración |  |
| 1.  | «Traitor»                        |                                    |          |  |
| 2.  | «No Voices in the Sky»           |                                    |          |  |
| 3.  | «Metropolis»                     | Eddie Clarke, Lemmy, Taylor        |          |  |
| 4.  | «I'm So Bad (Baby I Don't Care)» | Würzel, Campbell, Lemmy, Taylor    |          |  |
| 5.  | «Going to Brazil»                |                                    |          |  |
| 6.  | «Just 'Cos You Got the Power»    |                                    |          |  |
| 7.  | «Angel City»                     | Lemmy                              |          |  |
| 8.  | «Love Me Forever»                |                                    |          |  |
| 9.  | «R.A.M.O.N.E.S.»                 |                                    |          |  |
| 10. | «Orgasmatron»                    | Würzel, Campbell, Pete Gill, Lemmy |          |  |
| 11. | «Killed by Death»                | Würzel, Campbell, Gill, Lemmy      |          |  |
| 12. | «Ace of Spades»                  | Clarke, Lemmy, Taylor              |          |  |

- Fuente:[1]

## Personal
- Michael Burston - composición.
- Eddie Clarke - composición.
- Björk Gudmundsdottir - composición.
- Rev. Patrick Henderson - composición.
- Lemmy Kilmister- composición.
- Kenneth Leroy Moore - composición.
- Motörhead - artista principal.
- Einar Örn - composición.
- Siggi - composición.
- Phil "Philthy Animal" Taylor - composición.
- Thor - composición.

Fuente: